# Schwerbehindertenvertretung
Eine Schwerbehindertenvertretung (SBV) nach deutschem Recht hat die Aufgabe, die kollektiven und individuellen Interessen schwerbehinderter und ihnen gleichgestellter behinderter Beschäftigter in Betrieben und Dienststellen zu vertreten.

## Geschichte
Bereits der § 12 Schwerbeschädigtengesetz (SchwBeschG) von 1923 bestimmte, dass in allen Betrieben, in denen wenigstens fünf schwerbeschädigte Arbeitnehmer nicht nur vorübergehend beschäftigt sind, diese einen Vertrauensmann zu „bestellen“ hatten. Erst 30 Jahre später wurde im Schwerbeschädigtengesetz 1953 bestimmt, dass der Vertrauensmann durch die Schwerbeschädigten zu „wählen“ ist. Dieser Begriff umfasste zunächst nur deutsche Kriegsbeschädigte, Opfer von Arbeitsunfällen sowie Blinde. Das Schwerbehindertengesetz (SchwbG) von 1974 führte den neuen Begriff Vertrauensmann der Schwerbehinderten ein. Im SchwbG von 1986 wurde daneben auch der Begriff Vertrauensfrau verwendet und erstmals der Begriff Schwerbehindertenvertretung in § 24 SchwbG eingefügt. Im SGB IX werden nur noch die geschlechtsneutralen Bezeichnungen Schwerbehindertenvertretung und Vertrauensperson verwendet. Der teils verwendete Begriff Schwerbehindertenvertreter ist missverständlich bzw. irreführend und dem SGB IX sowie der Wahlordnung Schwerbehindertenvertretungen (SchwbVWO) fremd. Mit dem Rechtsbegriff Schwerbehindertenvertretung wird im SGB IX das Amt bezeichnet, mit Vertrauensperson sind hingegen die Amtsinhaber gemeint.

## Rechtliche Voraussetzungen
Die rechtlichen Voraussetzungen finden sich in den §§ 176 ff. des Neunten Buches Sozialgesetzbuch (SGB IX). Gibt es in einem Betrieb oder einer Dienststelle mindestens fünf nicht nur vorübergehend beschäftigte schwerbehinderte oder ihnen gleichgestellte behinderte Personen, so ist eine örtliche SBV zu wählen (§ 177 Abs. 1 SGB IX). Die Arbeitnehmervertretungen (Betriebsrat, Personalrat) haben auf die Wahl einer SBV hinzuwirken (§ 176 Satz 2 SGB IX). Die Wahl einer örtlichen SBV kann aber auch in Betrieben oder Dienststellen stattfinden, in denen es sonst keine Organe betrieblicher Mitbestimmung gibt. Mehrere Betriebe oder Dienststellen können vom Arbeitgeber im Benehmen mit dem Integrationsamt „für die Wahl“ zusammengefasst werden, sofern räumliche Nähe besteht (§ 177 Abs. 1 Satz 4 und 5 SGB IX), und es können auch Stufenvertretungen gewählt werden (§ 180 SGB IX). Die SBV besteht aus einer Vertrauensperson (die selbst nicht schwerbehindert sein muss) und mindestens einer Stellvertretung. Die regelmäßigen Wahlen finden alle vier Jahre in der Zeit vom 1. Oktober bis zum 30. November statt, die nächsten örtlichen Regelwahlen 2022, 2026 usw. Außerhalb dieser Zeiten finden Wahlen statt, wenn die letzte Wahl erfolgreich angefochten wurde, das Amt vorzeitig erlischt und kein stellvertretendes Mitglied nachrückt oder es noch keine SBV gibt. Alle im Betrieb beschäftigten schwerbehinderten und gleichgestellten Menschen sind, unabhängig von ihrem Alter und ihrer Beschäftigungsdauer, wahlberechtigt.
Wählbar sind alle nicht nur vorübergehend Beschäftigten – auch nicht behinderte Menschen – mit Ausnahme leitender Angestellter und Inklusionsbeauftragte, wenn sie am Wahltag volljährig sind und dem Betrieb schon mindestens sechs Monate angehört haben, sofern sie für den Betriebsrat oder Personalrat wählbar sind.
Kirchenrecht: Bei der Durchführung der Wahl der Vertrauensperson schwerbehinderter Mitarbeiter bei Kirchen, ihrer karitativen und erzieherischen Einrichtungen sowie der Religionsgesellschaften sind wegen des verfassungsrechtlich garantierten kirchlichen Selbstbestimmungsrechts nach Art. 140 GG die teils abweichenden Regelungen (etwa Wahltermine und aktives oder passives Wahlrecht) der Mitarbeitervertretungsgesetze und -ordnungen der Kirchen zu beachten. Dies gilt insbesondere auch für die teils eigenständigen kirchenrechtlichen Regelungen zum Beteiligungsrecht der Vertrauensperson schwerbehinderter Menschen, die dem § 178 Abs. 2 SGB IX vorgehen.

## Aufgaben der Schwerbehindertenvertretung
Die SBV hat nach § 178 Abs. 1 SGB IX die Eingliederung schwerbehinderter Menschen zu fördern, ihre Interessen zu vertreten und ihnen beratend und helfend zur Seite zu stehen.
Dies bezieht sich auf alle Angelegenheiten, die den einzelnen Schwerbehinderten wie auch die Schwerbehinderten als Gruppe betreffen oder berühren. Insbesondere ist darauf zu achten, dass die zugunsten schwerbehinderten Menschen geltenden Bestimmungen durchgeführt und die dem Arbeitgeber per Gesetz vorgegebenen Pflichten sowie evtl. Inklusionsvereinbarungen (§ 166 SGB IX) eingehalten werden.
Weitere Aufgabe ist es, Maßnahmen, die den Schwerbehinderten dienen, bei den zuständigen Stellen zu beantragen. Es handelt sich hierbei vor allem um Maßnahmen zur beruflichen Wiedereingliederung und Beschäftigung der schwerbehinderten Menschen. Dies können sowohl berufliche Weiterbildungs- als auch gesundheitsbildende oder -erhaltende Maßnahmen sein. Anregungen und Beschwerden von schwerbehinderten Menschen sind entgegenzunehmen und ggf. ist durch Verhandlungen mit dem Arbeitgeber auf eine Erledigung hinzuwirken.
Treten bei der Eingliederung Schwerbehinderter Probleme auf, ist es Aufgabe der SBV, diese Probleme gemeinsam mit allen Beteiligten zu lösen. Kernpunkt der Arbeit ist es, die Eingliederung schwerbehinderter Menschen in den Betrieben und Dienststellen zu fördern und ihnen beratend und helfend zur Seite zu stehen, ihnen Gesprächsmöglichkeiten anzubieten und sich bei Schwierigkeiten am Arbeitsplatz einzuschalten.
Zu den Aufgaben der SBV gehört auch der Abschluss einer Inklusionsvereinbarung nach dem Schwerbehindertenrecht (§ 166 SGB IX) mit dem Arbeitgeber, in der geregelt werden soll, wie das Ziel der Eingliederung schwerbehinderter Beschäftigter umgesetzt werden soll.
Im Bereich der Evangelischen Kirche und ihrer Einrichtungen wurden die Aufgaben der SBV dem durch das BTHG  geänderten staatlichen Recht im SGB IX weitgehend angenähert. Dies erfolgte durch das Änderungsgesetz 2018 zum MVG-EKD zum 1. Januar 2019.

## Rechte der Schwerbehindertenvertretung
Die SBV hat das Recht, an den Sitzungen der Beschäftigtenvertretung teilzunehmen (§ 178 Abs. 4 SGB IX) und ist von dieser in allen, die schwerbehinderten Beschäftigten betreffenden Belangen, umfassend zu beteiligen. Sie kann beantragen, Angelegenheiten, die schwerbehinderte Menschen betreffen, auf die Tagesordnung der nächsten Sitzung zu setzen. Dieses Teilnahmerecht gilt nach der schwerbehindertenrechtlichen Fachliteratur auch für alle Arbeitsgruppen des Betriebsrats nach § 28a BetrVG analog § 178 Abs. 4 SGB IX. Dieses Teilnahmerecht gilt auch bei Entscheidungsdelegation von gesetzlichen Plenumsaufgaben auf den Vorsitzenden des Personalrats nach Art. 32 Abs. 4 BayPVG bzw. auf den Vorstand des Personalrats nach § 72 Abs. 8 LPVG-BW.
Der Arbeitgeber hat der SBV (ebenso wie dem Betriebsrat oder dem Personalrat) die Anzeige nach § 163 Abs. 2 SGB IX sowie das vollständige Namensverzeichnis der schwerbehinderten und gleichgestellten behinderten Beschäftigten jährlich unaufgefordert und fristgerecht vor dem 1. April zu übersenden. Ein Inforecht steht auch der Mitarbeitervertretung (MAV) zu, obgleich in § 163 Abs. 2 Satz 3 SGB IX nicht erwähnt, soweit sich dies aus der jeweiligen kirchenrechtlichen Mitarbeitervertretungsordnung (MAVO) ableiten lässt.
Der Arbeitgeber hat die SBV in allen Angelegenheiten, die schwerbehinderte Menschen berühren, zu unterrichten und vor einer Entscheidung anzuhören (§ 178 Abs. 2 SGB IX). Dazu zählt nach § 178 Abs. 2 S. 4 SGB IX auch das Recht der SBV, am Bewerbungsverfahren beteiligt zu werden, sofern mindestens ein schwerbehinderter Mensch sich beworben hat. Das Recht umfasst die Einsicht in die entscheidungsrelevanten Teile der Bewerbungsunterlagen und die Teilnahme an Vorstellungsgesprächen. Dies gilt auch für die Unterlagen und Gespräche der nicht behinderten Bewerber.
Die SBV hat ferner das Recht, mindestens einmal im Kalenderjahr eine Versammlung der schwerbehinderten Menschen im Betrieb durchzuführen (§ 178 Abs. 6 SGB IX). In der Schwerbehindertenversammlung hat "der Arbeitgeber über alle Angelegenheiten im Zusammenhang mit der Eingliederung schwerbehinderter Menschen" zu berichten (§ 166 Abs. 4 SGB IX).

## Schutz der Schwerbehindertenvertretung
Die SBV darf in der Ausübung ihres Amtes nicht behindert oder wegen ihres Amtes nicht benachteiligt oder begünstigt werden (§ 179 Abs. 2 SGB IX). Die SBV besitzt gegenüber dem Arbeitgeber die gleiche persönliche Rechtsstellung, insbesondere den gleichen Kündigungs-, Versetzungs- und Abordnungsschutz wie ein Mitglied des Betriebsrats oder Personalrats (§ 179 Abs. 3 SGB IX). Sie übt ihr Amt ehrenamtlich aus und ist – im Gegensatz zum Inklusionsbeauftragten nach § 181 SGB IX – nicht an Weisungen des Arbeitgebers bei der Ausübung ihres Amts gebunden.

## Zusammenarbeit der SBV mit anderen Stellen
Die SBV kann, wenn es zur Erfüllung ihrer gesetzlichen Aufgaben notwendig oder zweckmäßig ist, mit anderen Stellen zusammenarbeiten oder sich dort Informationen, Rat und Hilfe holen. Sie arbeitet mit dem Inklusionsbeauftragten des Arbeitgebers (§ 181 SGB IX) sowie dem Betriebsrat oder Personalrat „eng zusammen“ (§ 182 Abs. 1 SGB IX). Die Mitglieder des Integrationsteams, dem auch die SBV angehört, haben sich gegenseitig zu unterstützen (§ 182 Abs. 2 SGB IX). Die SBV hat das unbedingte Recht, an allen Sitzungen des Betriebsrats oder Personalrats und deren Ausschüssen einschließlich des Arbeitsschutzausschusses beratend teilzunehmen (§ 178 Abs. 4 SGB IX). Dies gilt nach neuerer Rechtsprechung auch für die konstituierende Sitzung des Betriebsrats oder Personalrats, zu der der Vorsitzende des Wahlvorstands auch die SBV zu laden hat. Außerdem hat die SBV ein beratendes Teilnahmerecht an den Sitzungen der Betrieblichen Kommission über die Gewährung von leistungsorientierter Bezahlung (LOB) bzw. Leistungsprämien (§ 18 Abs. 7 VKA TVöD). Diese bundesgesetzlichen Teilnahmerechte der SBV bestehen unabhängig davon, ob es in diesen Sitzungen um schwerbehindertenrechtliche Angelegenheiten geht oder nicht.
Sie kann aber auch in besonderen Fällen einen Gesundheitszirkel einberufen, eine Art Qualitätszirkel, in dem man gemeinsam über Problemlösungen berät. Die folgende Übersicht zeigt Stellen, die für eine Zusammenarbeit mit der SBV in Frage kommen oder als Informationsquellen kontaktiert werden können.
Arbeitgeber und Beschäftigtenvertretungen
- Arbeitgeber
- Inklusionsbeauftragter[11] des Arbeitgebers
- Betriebsrat
- Betriebsarzt
- Fachkraft für Arbeitssicherheit
- Personalrat
- Mitarbeitervertretung

Behörden und Gerichte
- Rehabilitationsträger[12]
- Gesundheitsamt
- Integrationsamt
- Versorgungsamt
- Integrationsfachdienst
- Bundesagentur für Arbeit
- Jobcenter
- Sozialgericht

Behindertenorganisationen
- Allgemeiner Behindertenverband in Deutschland
- Bundesverband für körper- und mehrfachbehinderte Menschen
- Bundesverband Selbsthilfe Körperbehinderter
- Bundesvereinigung Lebenshilfe
- Sozialverband Deutschland (SoVD)
- Sozialverband VdK Deutschland
- Verein Beratungs-, Mobilitäts- und Kompetenzzentrum BMKz in Kärnten

## Behindertenbeauftragte
Der oder die Behindertenbeauftragte oder auch Beauftragte für die Belange von Menschen mit Behinderungen nimmt die Interessenvertretung von Menschen mit Behinderung wahr und setzt sich für deren Gleichberechtigung und gesellschaftliche Inklusion ein. In Behörden wird dies oftmals auch im Rahmen eines Inklusionsbeirats umgesetzt.
- Bundesbehindertenbeauftragter: Beauftragter der Bundesregierung für die Belange von Menschen mit Behinderungen:[15]
- Landesbehindertenbeauftragte: Behindertenbeauftragte der Landesregierungen[16][17]
- Behindertenbeauftragte der Kommunen
- Behindertenbeauftragte der Parteien

## Österreich
In Österreich wird in Betrieben als  Behindertenvertretung die Behindertenvertrauensperson nach § 22a Behinderteneinstellungsgesetz (BEinstG) gewählt.
Aufgabe der Behindertenvertrauensperson (BVP) ist es, die wirtschaftlichen, sozialen, gesundheitlichen und kulturellen Interessen der behinderten Mitarbeiter und Mitarbeiterinnen im Einvernehmen mit dem Betriebsrat oder der Personalvertretung wahrzunehmen. Die Wahlperiode wurde auf fünf Jahre erhöht. Aktuell sind dem Sozialministeriumservice österreichweit über 2.000 Behindertenvertrauenspersonen bekannt.

## Zeitschriften für die SBV
- br – Behinderung und Recht, Fachzeitschrift für Inklusion, Teilhabe und Rehabilitation. München: Richard-Boorberg-Verlag
- Sozialrecht-Online, Online-Zeitung zum Sozialrecht für Sachverständige, Anwälte, Ärzte und Behinderte – online
- Sozialrecht + Praxis. Fachzeitschrift für Vertrauensleute der Behinderten und für Sozialpolitiker. Hrsg.: Sozialverband VdK Deutschland, Verband der Kriegs- und Wehrdienstopfer, Behinderten und Sozialrentner Deutschland e. V. [Bis 1990: Der Vertrauensmann im Betrieb]
- ZB Digitalmagazin: Behinderte Menschen im Beruf.
- ZB Bayern: Behinderte Menschen im Beruf.
- ZB Rheinland: Behinderung & Beruf.